# Албанско-амерички грађански савез
Албанско-амерички грађански савез (енгл. Albanian American Civic League) је једина албанска лобистичка група у Вашингтону која се залаже за интересе албанског народа у САД и на Балкану. Основали су је бивши конгресмен Џо Диогварди и одбор Албанаца 1989. Од тада, она је активно и ефикасно лобирала у Конгресу САД у настојању да утиче на спољну политику САД на Балкану, укључујући рат на Косову и Метохији и независност Републике Косово.

## Историја
Основан је у јануару 1989, а покренули су га бивши албанско-амерички конгресмен Џо Диогварди и неколицина албанско-америчких предузетника који су настојали да утичу на политику Стејт департмента према Балкану, посебно Косову и Метохији. Током година постојања, организација је прикупила милионе долара како би помогла у промовисању својих циљева. За своје циљеве је лобирао код истакнутих америчких сенатора као што су Клејборн Пел, Ал Д’Амато, Карл Левин, Вилијам Брумфилд, Лари Преслер и нарочито Елиот Енгел.